# Apácatorna
Apácatorna è un comune dell'Ungheria di 185 abitanti (dati 2001). È situato nella contea di Veszprém.